# Kukujevci
Kukujevci es un pueblo ubicado en la municipalidad de Šid, en el distrito de Sirmia, Serbia.

## Superficie
Posee una superficie de 32,69 kilómetros cuadrados.

## Demografía
Hasta 2011 la población era de 1955 habitantes, con una densidad de población de 59,81 habitantes por kilómetro cuadrado.